# Lauri Letonmäki

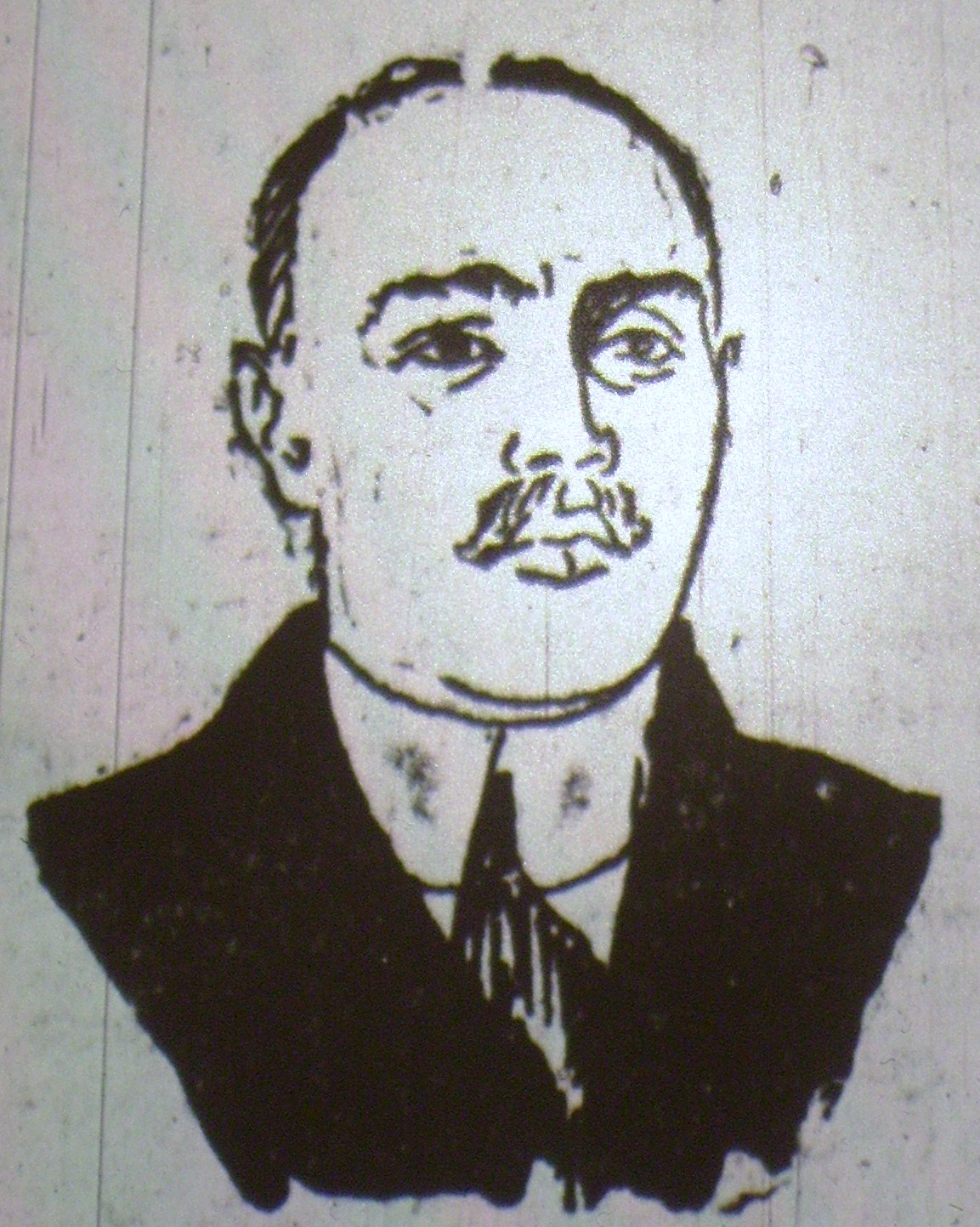
Lauri Letonmäki

Lauri Aukusti Letonmäki, (hette tidigare Helin), född 22 december 1886 i Tammerfors, död 20 november 1935, var en finsk redaktör och kommunist.
Han var son till sjökapten Matti Helin och Kristina Matilda Dahlberg, blev student 1903. Som s.k. novembersocialist  gick han med i arbetarrörelsen år 1905. Han verkade från 1907 som redaktör för Sorretun Voima och Rajavahti och blev anhållen och dömd för majestätsbrott. Åren 1901 och 1912-17 var han redaktör för Kansan Lehti i Tammerfors.
Åren 1912-17 satt han i lantdagen och i Folkkommissariatet under finska inbördeskriget 1918 var han justitiekommissarie.
Efter inbördeskriget flydde han Finland. I Ryssland verkade han som seminarielärare, redaktör för Punainen-Karjala och Kommunisti. Han var en av Finlands kommunistiska partis grundare. Under Stalinterrorn begick han självmord.